# Mucrencyrtus ferrierei
Mucrencyrtus ferrierei är en stekelart som först beskrevs av Burks 1964.  Mucrencyrtus ferrierei ingår i släktet Mucrencyrtus och familjen sköldlussteklar. Inga underarter finns listade i Catalogue of Life.